# Vila Nova de Famalicão e Calendário
Vila Nova de Famalicão y Calendário (llamada oficialmente União das Freguesias de Vila Nova de Famalicão y Calendário) es una freguesia portuguesa del municipio de Vila Nova de Famalicão, distrito de Braga.

## Historia
Fue creada el 28 de enero de 2013 en aplicación de una resolución de la Asamblea de la República de Portugal promulgada el 16 de enero de 2013 con la unión de las freguesias de Calendário y Vila Nova de Famalicão, pasando su sede a estar situada en la antigua freguesia de Vila Nova de Famalicão.

## Demografía
| Gráfica de evolución demográfica de Vila Nova de Famalicão y Calendário entre 2011 y 2021 |
|                                                                                           |
| Datos según el nomenclátor publicado por el INE portugués.                                |